# Jan I van Alençon (1385-1415)
Jan I van Alençon bijgenaamd de Wijze (Essay, 1385 - Azincourt, 25 oktober 1415) was van 1404 tot 1414 graaf en van 1414 tot aan zijn dood hertog van Alençon en van 1404 tot aan zijn dood graaf van Perche. Hij behoorde tot het huis Valois-Alençon.

## Levensloop
Jan I was de jongste zoon van graaf Peter II van Alençon en Maria van Chamaillard, burggravin van Beaumont-au-Maine. In 1404 volgde hij zijn vader op als graaf van Alençon en graaf van Perche. Via zijn moeder werd hij burggraaf van Beaumont-au-Maine. Daarenboven was hij heer van Verneuil, Fougères, Domfront en La Guerche. 
In de Burgeroorlog tussen de Armagnacs en de Bourguignons streed Jan aan de zijde van hertog Lodewijk I van Orléans. Hij verwoestte de Vermandois en nam deel aan de heroveringen van Saint-Denis en Saint-Cloud. Hij nam eveneens deel aan de belegeringen van Compiègne, Noyon, Soissons, Bapaume en Arras. Als dank voor zijn deelname aan het beleg van Bapaume, werd hij in 1414 door koning Karel VI van Frankrijk verheven tot hertog van Alençon en benoemd tot pair van Frankrijk. 
Hij liet het Fort Toussaint in Mortagne-au-Perche herstellen van oorlogsschade en liet een stadsmuur bouwen rond de stad.
Ook nam hij deel aan de Honderdjarige Oorlog tegen de Engelsen. Zo nam hij in 1415 deel aan de Slag bij Azincourt, waarbij Jan sneuvelde. Hij werd bijgezet in de Sint-Maartensabdij van Sées.

## Huwelijk en nakomelingen
Op 26 juni 1396 huwde hij met Maria (1391-1446), dochter van hertog Jan IV van Bretagne. Ze kregen vijf kinderen:
- Peter (1407-1408)
- Jan II (1408-1476), hertog van Alençon
- Maria (1410-1412)
- Johanna (1412-1420)
- Charlotte (1413-1435)

Ook had hij meerdere buitenechtelijke kinderen:
- Peter (overleden in 1424), heer van Gallandon
- Margaretha, huwde met Jean de Saint-Aubin, heer van Préaux